# London, Ohio
London är en stad i  Madison County i delstaten Ohio, USA. London är administrativ huvudort (county seat) i Madison County. Den grundades år 1810 som huvudort för Madison County. År 2000 var invånarantalet 8771, en ökning från 7807 år 1990. 2006 uppskattades invånarantalet till 9496, till följd av den ökade invandringen från närliggande områden.